# Actio commodati contraria
Actio commodati contraria – w prawie rzymskim powództwo przysługujące komodatariuszowi przeciw komodantowi z tytułu niewykonania umowy użyczenia, należące do powództw in personam.

## Charakterystyka powództwa
W kontrakcie użyczenia, użyczający miał obowiązek zwrócić komodatariuszowi nakłady, jakie ten poczynił na rzecz będącą przedmiotem umowy. Ponadto użyczający odpowiadał za działanie podstępne (dolus) oraz grube niedbalstwo (culpa lata).
Pierwotnie roszczenia z tytułu szkód wyrządzonych w związku z umową użyczenia chroniła jedynie pretorska skarga in factum. Chroniła ona negatywny interes umowny, tj. opiewała na wyrównanie wyrządzonej szkody. Z czasem (pod koniec republiki), kiedy nie zadowalano się samym odszkodowaniem, pretor zaczął udzielać stronom umowy skarg cywilnych, zmierzających do wypełnienia kontraktu. W wypadku roszczeń komodatariusza była to actio commodati contraria.